# برائه
برائه (به انگلیسی: Brae) یک روستا در بریتانیا است که در شتلند واقع شده‌است. برائه ۸۵۶ نفر جمعیت دارد.